# Обестатин
Обестатин (от англ. obesity — ожирение) — пептидный гормон, синтезируемый клетками желудка и тонкого кишечника у некоторых млекопитающих и человека, обнаруженный в 2005 году в ходе исследования Stanford University School of Medicine. Первоначально обестатин отнесли к гормонам обладающих анорексигенным эффектом, однако его влияние на пищевое поведение остается спорным.
Только одно предварительное исследование показало, что обестатин обладает способностью подавлять аппетит и снижать вес при хроническом введении. Другим авторам удалось воспроизвести эти результаты лишь частично. Наряду с этим, несколько независимых исследований полностью опровергли эффективность обестатина в различных экспериментальных условиях.

## Структура
Структура гормона была установлена с помощью ЯМР-спектроскопии. Обестатин представляет собой пептид, который содержит 24 аминокислоты, вторичная структура на 29 % состоит из спиралей.

## Синтез в организме
Обестатин и грелин кодируются одним геном. Сначала образуется препрогрелин (состоит из 117 аминокислот), который расщепляется до прогрелина. Затем прогрелин расщепляется до собственно грелина и С-грелина. Последний в свою очередь расщепляется до обестатина.

## Рецептор
Первоначально считалось, что рецептором обестатина является GPR39 (грелин-белковый рецептор 39). Однако последние исследования ставят это мнение под сомнение и считают маловероятным

## Функция
Обестатин обладает противоположным эффектом грелина, который способствует секреции гормона роста и возникновению аппетита. Целосообразность секреции двух гормонов с противоположным эффектом до сих пор неясна, поскольку в экспериментах с прекращением секреции гормона грелина у мышей, пищевое поведение существенно не изменяется.

## Клиническое значение
Исследования показали, что соотношение грелина и обестатина в желудочно-кишечном тракте и плазме связаны с некоторыми заболеваниями, такими как, синдром раздраженного кишечника, ожирение, синдром Прадера-Вилли, сахарный диабет 2 типа.